# Евреи в украинском казачестве

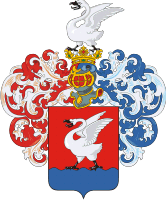
Герб казацкого рода еврейского происхождения — Маркевичей

Евреи в украинском казачестве — часть евреев в смысле представителей народа или вероисповедания, которые были связаны с сообществом людей самоназвания «казак», с казачьими общинами, организациями, сословием, войсками, событиям в жизни казачества (войны, восстания), а некоторые даже были включены в списки приписного казачества, казачье сословие (реестр). Это было сделано гетманской администрацией в знак благодарности за участие евреев в кредитовании торговли, промышленного производства и благотворительности. Войдя в состав казацкой старшины, еврейские семьи породнились с древнейшими казачьими родами и некоторые из них сыграли значительную роль в украинской истории и культуре.

## Евреи в Войске Запорожском
Невозможно точно подсчитать количество евреев, принявших православную веру и вступивших в ряды украинского казачества в XVII веке. Процедура принятия была достаточно простая — иметь крепкое желание стать воином Христовым, исповедовать православную веру и хоть немного понимать язык. О тех временах напоминают такие украинские казачьи фамилии как Перехрест и т. д. По некоторым данным, в эпоху Хмельниччины часть украинского еврейства была уничтожена казачеством, в то время как другая часть присоединилась к восставшим в качестве равноправных участников сообщества.

## Евреи — казаки Гетманщины
Одними из наиболее известных евреев в казачестве был род Марковичей, основателем которого был Марк Аврамович, арендатор прилуцкий и пирятинский, имя которого и стало родовой фамилией для его потомков. Марк был ктитором Пречистенской Прилуцкой церкви и много жертвовал на благотворительные дела. Его дочь Анастасия Марковна была сначала замужем за генеральным бунчужным Константином Ивановичем Голубем, а во втором браке — за гетманом Иваном Ильичом Скоропадским.
Старший сын Марка Аврамовича — Андрей — был сотником глуховским (1709—1714), полковником лубенским (1714—1727), генеральным казначеем (1729—1740). Сначала он был сторонником гетмана Мазепы, но потом перешёл на сторону русского царя и принимал участие во взятии Батурина. Сын Андрея Яков (1696—1770) был приказным полковником лубенским, а Семён — сотником роменским, от которого началась черниговская и роменская ветви рода. Яков Маркович вошёл в украинскую историю не только как военный, но и как историк и литературный деятель, который оставил сведения про политическую, социально-экономическую и культурно-бытовую историю Украины времён Гетманщины.
Со временем Марковичи трансформировали свою фамилию в Маркевичи. Здесь наиболее известен Николай Андреевич Маркевич (1804—1860), выдающийся украинский историк, архивист, этнограф, фольклорист, поэт, композитор, музыковед. Основным его трудом была пятитомная «История Малороссии» (1842—1843), «Мазепа» (1841), «Гетманство Барабаша» (1841), «О климате Полтавской губернии» (1850), «Обычаи, поверья, кухня и напитки малороссиян» и др.
Из рода евреев Боруховичей происходил украинский государственный и военный деятель — Михаил Андреевич Борухович. Он был гадяцким полковником (1687—1704) и наказным гетманом времён Северной войны (1701), принимал участие в походе под Азов (1696) и в Польском походе 1704 года, во время которого и погиб. Был известен своей заботой о православных храмах — пожертвовал 100 золотых на Лубенский Мгарский монастырь. В 1686 году построил Успенскую Лютенскую церковь, где и был похоронен.
Из еврейского рода Герциков вышли известнейшие государственные деятели, которые вошли в историю как борцы за независимость Украины. Сподвижник гетмана Мазепы — Павел Семёнович Герцик — был полтавским полковником (1675—1677, 1683—1687, 1691—1695). Он, так же как гетман Мазепа, уделял большое внимание строительству храмов. В 1700 году на его средства поставлен Воздвиженский храм в Ближних пещерах Киево-Печерской лавры.
Три сына Павла Семеновича Герцика — Григорий, Иван и Афанасий — были сторонниками гетмана Мазепы и вместе с ним оказались в эмиграции. Наиболее известен старший брат — полтавский приказной полковник Григорий Павлович Герцик (1705). После полтавского поражения 1709 года он эмигрировал в Бендеры вместе с гетманом Мазепой. После смерти Мазепы Григорий Герцик служил генеральным есаулом (1711—1719) при гетмане Орлике. В 1719 году, выполняя поручение Орлика, переехал из Стокгольма в Варшаву, где был похищен российскими агентами, вывезен в Россию и заключён в Петропавловской крепости. В 1727 году Григория освободили и оставили на поселении в Москве.
Род Крыжановских основал выкрещенный еврей Антон Степанович, один из богатейших евреев Гетманщины. За услуги гетманской администрации Антон Степанович получил звание глинского сотника лубенского полка (1742), а затем и полковника гадяцкого (1762—1772).
После раздела Польши и присоединения к России Белоруссии у князя Потёмкина родился необыкновенный замысел — вооружить против турок евреев. Реализация этой идеи, принадлежавшей, возможно, его другу Цейтлину, началась с образования кавалерийского эскадрона, набранного из евреев города Кричев Могилёвской губернии. В декабре 1787 года светлейший князь создал еврейский казачий полк и назвал его Израилевский. Шефом нового полка стал князь Фердинанд Брауншвейгский. По мысли Потемкина, Израилевский полк должен был состоять наполовину из пехоты, наполовину из кавалерии (евреев-казаков, вооружённых пиками). В марте 1788 года уже прошли учения первых тридцати пяти бородатых еврейских казаков. Скоро набралось уже два эскадрона, однако пять месяцев спустя Потемкин приказал распустить Израилевский полк, — как шутил принц де Линь, «чтобы не ссориться с Библией».

## Евреи — казаки Слободской Украины
Самым известным казацким родом еврейского происхождения на Слобожанщине были Перекрестовы-Осиповы. Из него вышло несколько казацких полковников. Родоначальник — Иван Яковлевич Перекрестов был выходцем из Заднепровья. Его фамилия свидетельствует о том, что он был перекрещённый (или «выкрещенный») еврей, выкрест. Внук Ивана Ивановича, Василий Данилович Перекрестов, женился впоследствии на вдове одного из Осиповых и далее выступил под именем Перекрестова-Осипова.

## Евреи — казаки Запорожской Сечи
Многочисленные исторические исследования казацких «Реестров» показывают наличие среди казаков значительной доли евреев (впрочем, как и представителей других наций). Например, однозначно семитское происхождение имеют казаки с фамилиями-прозвищами (кстати, украинское «прізвище» и означает «фамилия») Манченко (Ман), Израитель, Жиденко, Жидовкин, Жидовец, (Моисей) Литвак, Мойсей, Юденко, Шабас, Суботенко.

## Евреи в контексте красного казачества Украины XX века
Люди казачьего происхождения (малороссийские и донские казаки, представители и выходцы из казачьего сословия Российской империи и т. д.) играли немаловажную роль в общественной, политической и революционной жизни стран исторической России (Российской империи) в XVII—XIX вв., в частности, участвовали в восстании декабристов (Муравьёвы-Апостолы), организации покушений на царя (Софья Перовская), работе различных революционных кружков (Пётр Кропоткин) и партий (Михаил Коцюбинский, Симон Петлюра, Павел Бухановский) и т. д. где стыкались, общались и сотрудничали с представителями других народов, культур, религий и сословий пёстрого общества Российской империи, в частности с евреями.
В 1917 году после Февральской революции начался период массового участия казаков по происхождению, сословию и самоидентификации в различных общественных, политических и военных событиях, акциях и организациях. В частности, на Украине (малороссийские губернии бывшей Империи, особенно Киевская, Черниговская, Полтавская) шёл активный процесс организации различных казачьих формирований и структур, население массово «вспоминало», что они потомки запорожцев, гайдамаков и вообще малороссийского казачества старых времён, записанного в крестьянское и казачье сословие распавшейся империи. Так появляются два крупных казачьих движения — Вольное казачество, выступавшее скорее за «самостийную Украину для украинцев», и Червонное (Красное) казачество, выступавшее за «право на жизнь, свободу и участие в управлении обществом всех представителей трудового народа самых разных национальностей». Уже на ранних этапах организаторы и сторонники красного казачества привлекали в свои ряды представителей самых разных национальностей и религий, проживавших на территории Украины, в том числе и евреев. Некоторые тенденциозные исследователи вообще считают появление красного казачества еврейской инициативой, хотя скорее всего это не соответствует действительности и костяк всё же составляли украинцы, однако лояльно настроенные к русским и евреям. Среди евреев, участвовавших в красноказачьем движении на Украине, можно вспомнить:
- Барон, Михаил Давидович
- Минц, Александр Львович
- Хацкилевич, Михаил Георгиевич